# L'espresso celeste
L'espresso celeste (Heavenly Puss) è un film del 1949 diretto da William Hanna e Joseph Barbera. È il quarantaduesimo cortometraggio della serie Tom & Jerry distribuito il 9 luglio del 1949.

## Trama
Mentre sta inseguendo Jerry, Tom finisce per farsi cadere addosso un pianoforte dalle scale, morendo schiacciato. Salito in cielo, sotto forma di spirito, su una scala mobile dorata, vede le anime dei gatti morti raggiungere l'Espresso Celeste, un treno speciale anch'esso dorato che li porterà in paradiso. Anche Tom cerca di raggiungere il convoglio, ma viene fermato dal gatto ferroviere, custode del treno e della burocrazia celeste, che non lo fa salire per aver perseguitato ingiustamente Jerry mentre era in vita. Egli gli dice che l'Espresso Celeste partirà tra un'ora e gli dà un certificato di perdono: per poter passare, Tom dovrà far firmare a Jerry entro la partenza del treno questo certificato, in caso contrario finirà all'inferno, dove sarà tormentato in eterno da un diavolo impersonato da Spike. 
Tornato sulla Terra, Tom cerca in diversi modi di far firmare l'armistizio a Jerry, che però si rifiuta. Alla fine, facendogli capire che se non firma finirà all'inferno e sarà tormentato per l'eternità, riesce a convincerlo a firmare. Ma il tempo è ormai scaduto: la scala mobile dorata che aveva portato Tom in cielo scompare e il gatto precipita all'inferno, dove viene bollito da Spike in un calderone. 
Si scopre tuttavia che l'intera vicenda era solo un sogno di Tom, che stava dormendo vicino al caminetto acceso. Quando un paio di carboni ardenti gli finiscono addosso, Tom si sveglia e, capendo che ha sognato tutto, tira un sospiro di sollievo. Corre quindi ad abbracciare e baciare Jerry, lasciandolo perplesso e confuso.

## Edizione italiana
Il doppiaggio italiano risulta diverso da quello originale, come accaduto in altri cortometraggi. Per esempio, quando Tom cerca di barare firmando lui stesso il certificato, nella versione originale il custode lo ferma dicendo: "Thomas! Ah, ah, ah, ah", mentre in quella italiana: "Tom! Questo non si fa!". Inoltre, nel momento in cui Tom legge la scritta "L'Espresso Celeste", parla solo nell'edizione italiana (la voce è di Franco Latini).